# Porana
Porana é um género botânico pertencente à família Convolvulaceae.
1. ↑  «Porana — World Flora Online». www.worldfloraonline.org. Consultado em 19 de agosto de 2020